# Darrun Hilliard
Darrun Hilliard II (ur. 13 kwietnia 1993 w Bethlehem) – amerykański koszykarz, występujący na pozycji rzucającego obrońcy, obecnie zawodnik Bayernu Monachium.

## Kariera sportowa
28 czerwca 2017 w wyniku grupowej wymiany trafił do Los Angeles Clippers. Dzień później został zwolniony przez Clippers. 11 września podpisał umowę z San Antonio Spurs na występy zarówno w NBA, jak i zespole G-League - Austin Spurs.
13 sierpnia 2018 dołączył do hiszpańskiego Saski Baskonia.
18 czerwca 2021 opuścił CSKA Moskwa. 14 lipca został zawodnikiem niemieckiego Bayernu Monachium.

## Osiągnięcia
Stan na 14 lipca 2021, na podstawie, o ile nie zaznaczono inaczej.
NCAA
- 3-krotny uczestnik turnieju NCAA (2013–2015)
- Mistrz:
  - turnieju Big East (2015)
  - sezonu zasadniczego konferencji Big East (2014, 2015)
- Zawodnik Roku Big 5 (2015)[8]
- Największy Postęp Konferencji Big East (2014)
- Laureat Robert V. Geasey Trophy (2015)[9]
- Zaliczony do:
  - I składu:
    - Big East (2015)
    - turnieju Big East (2015)

  - II składu All-American (2015 przez TSN)
  - składu All-Big East Honorable Mention (2014)
- Uczestnik:
  - meczu gwiazd Reese's College (2015)
  - turnieju Portsmouth Invitational (2015)

Drużynowe
- Mistrz:
  - VTB/Rosji (2021)
  - G-League (2018)[10]
- Zdobywca Pucharu Gomelskiego (2020)

Indywidualne
- Powołany do udziału w meczu gwiazd NBA G League (2018)

Reprezentacja
- Mistrz Ameryki (2017)
- Zaliczony do I składu mistrzostw Ameryki (2017)